# Eugene Ivanov
Eugene Ivanov, česky: Evžen Ivanov, rusky: Евгений Иванов (* 19. ledna 1966 Ťumeň) je český malíř, kreslíř, ilustrátor. Narodil se na Sibiři. Od roku 1998 žije v Praze.

## Dílo
Ve své tvorbě je inspirován Marcem Chagallem, Lyonelem Feiningerem a Pieterem Breughelem. Spojuje krajinný realismus a motivy staré Prahy s expresionismem, suprematismem a kubismem.

## Vybrané výstavy
- 2025. 28. Salon filmových klapek, Národní muzeum, Praha, Česko
- 2024. 27. Salon filmových klapek, Divadlo Hybernia, Praha, Česko
- 2023. KLAPKA TOUR 2023, Divadlo Hybernia, Praha, Česko
- 2022. 25. ročník Salonu filmových klapek, Divadlo Hybernia, Praha, Česko
- 2018. Osobní výstava. Zojak gallery, Praha, Česko
- 2017. František Skorina a Praha: výstava k 500. výročí vydání Skorinovy pražské Bible pod záštitou Velvyslanectví Litvy, NK ČR, Klementinum, Praha, Česko.[6][7][8][9][10][11]
- 2017. Osobní výstava v galerii Jiřího Konečného. Veselí nad Moravou, Česko
- 2013. Osobní výstava v galerii Krček. Ostrožská Nová Ves, Česko.[12]
- 2010. Osobní výstava v galerii Ruského kulturního střediska, Praha, Česko.[13][14][15]
- 2010. Reading Contemporary Art Fair 2010, Rivermead Leisure Centre, Reading, Spojené království.
- 2010. Spring Fair International 2010 NEC Birmingham, UK.
- 2009. "At the Waters Edge" Osobní výstava, EE Fine Art, Cambridge, Spojené království.[16]
- 2009. Art Ireland Spring Collection, Dublin, Irsko.
- 2009. Osobní výstava, Galerie Atrax, Přerov, Česko.[17]
- 2009. EE Fine Art gallery, January Sale, "Keeping it Small", Cambridge, Spojené království.[18]
- 2008. Vánoční výstava (s Júliusem Činčárem a Moarchem Eveno), Ostrožská Nová Ves, Slovácko, Česko.[19]
- 2008. Art Ireland, Main Hall, RDS, Dublin, Irsko.
- 2008. The Affordable Art Fair, Autumn Collection 2008, Battersea Park, London, Spojené království.
- 2008. Chelsea Art Fair, Chelsea Old Town Hall, London, Spojené království.
- 2008. EE Fine Art, Cambridge Art fair, Cambridge, Spojené království.
- 2008. Art Ireland Spring Collection, Main Hall RDS, Dublin, Irsko.
- 2008. Art Ireland Spring Collection, Main Hall RDS, Dublin, Irsko.
- 2007. EE Fine Art gallery, “Christmas Show”,Cambridge, Spojené království.
- 2007. EE Fine Art, “Grand Opening Exhibition”, Cambridge, Spojené království.
- 2007. The Affordable Art Fair, Autumn Collection 2007. Battersea Park, London, Spojené království.
- 2007. Group Exhibitions. EE Fine Art – Cambridgeshire Art Fair, Cambridge, Spojené království.
- 2007. Art Ireland Spring Collection, Main Hall RDS, Dublin, Irsko.
- 2006. Art Ireland, Dublin, Irsko.
- 2006. Dulwich Art Fair, Dulwich College, London, Spojené království.
- 2006. Art Ireland Spring Collection 2006, RDS Main Hall, Dublin, Irsko.
- 2005. Vánoční výstava (s Moarchem Eveno a Adolfem Bornem), Ostrožská Nová Ves, Slovácko, Česko.[20]
- 2005. Art Ireland Winter Collection 2005, Dublin, Irsko.
- 2005. Manchester Art Show, Manchester,Spojené království.
- 2005. Art Ireland Summer Collection 2005, RDS Industries Hall, Dublin, Irsko.
- 2004. Art Ireland Summer Collection 2004, RDS Industries Hall, Dublin, Irsko.
- 2003. Osobní výstava v galerii Ruského kulturního střediska, Praha, Česko.[21]
- 2002. Osobní výstava, "Spolek Mlejn", Ostrava, Česko.[1]
- 1993. Skupinová výstava 1/2 (s Sergejem Šapovalem). Výstavní síň ONMO Kultura, Ťumeň, Rusko.[22]
- 1991. Skupinová výstava. Výstavní síň sdružení výtvarných umělců Ťumeňské oblasti, Ťumeň, Rusko.[23]
- 1991. Osobní výstava č.9, Galerie Most, Dům kultury naftařů, Ťumeň, Rusko.[24][25][26]

## Galerie

Sněží, 2004. Autor: Eugene Ivanov
Cestování uvnítř velké ryby, 2004. Autor: Eugene Ivanov
Noční hotel, 2004. Autor: Eugene Ivanov
Neznámý občan s červeným baretem, 2002. Autor: Eugene Ivanov

## Ilustrace
- 2021. K.A. Griffin "The Accidental World" (Independently published, 2021). ISBN 979-8729313617.
- 2020. M. A. Lukackij "Pedagogika v sebehledání" (Maska, 2020). ISBN 9785604440667.
- 2019. Bohumil Hrabal "Pábitelé" (Městská knihovna v Praze, 2019). ISBN 978-80-274-0094-2, ISBN 978-80-274-0095-9, ISBN 978-80-274-0096-6.
- 2019. Franta Sauer "Franta Habán ze Žižkova. Obrázky z doby popřevratové" (Městská knihovna v Praze, 2019). ISBN 978-80-7602-416-8, ISBN 978-80-7602-417-5, ISBN 978-80-7602-418-2.
- 2019. Fjodor Dostojevskij "Povídky" (Městská knihovna v Praze, 2019). ISBN 978-80-7602-467-0, ISBN 978-80-7602-468-7, ISBN 978-80-7602-469-4.
- 2019. Michail Bulgakov "Divadelní román" (Městská knihovna v Praze, 2019). ISBN 978-80-7602-767-1, ISBN 978-80-7602-768-8, ISBN 978-80-7602-769-5.
- 2019. Ahmet Avcı "Kirli Rüyalar Şehri / City Of Dirty Dreams" (Dorlion Yayınları, 2019). ISBN 9786052493724.
- 2019. Jiří Wilson Němec "Laskavé povídky". (Komfi, 2019).
- 2018. Franta Sauer "Pašeráci" (Městská knihovna v Praze, 2018). ISBN 978-80-7602-322-2, ISBN 978-80-7602-323-9, ISBN 978-80-7602-324-6.
- 2018. Lewan Berdsenischwili "Heiliges Dunkel". (Mitteldeutscher Verlag, 2018). ISBN 9783954629916.
- 2018. Franz Kafka "Das Schloss". (T8Rugram, 2018). ISBN 9785521061525.
- 2018. Emile Zola "Au Bonheur Des Dames". (T8Rugram, 2018). ISBN 9785521059416.
- 2018. O. Henry "The Four Million". (T8Rugram, 2018). ISBN 9785521061587.
- 2018. Miguel de Cervantes y Saavedra "El ingenioso hidalgo Don Quijote de la Mancha". (T8Rugram, 2018). ISBN 9785521062591.
- 2018. Alfred de Musset "La confession d'un enfant du siecle". (T8Rugram, 2018). ISBN 9785521060375.
- 2018. Christine Sterkens "Daar is het circus!". (Nik-nak, 2018). ISBN 9789492410306.
- 2017. Mihaela Perciun "Cenușă rece". (Polirom, 2017). ISBN 9789734670178.
- 2017. Γιάννης Μύρτσης "Εντός μου". (Εκδόσεις Πνοή, 2017). ISBN 9786185307196.
- 2017. John R. Thelin "American Higher Education". (Routledge, 2017). ISBN 9781138888142.
- 2017. Donato Caputo "Dimensione vita". (CSA Editrice, 2017). ISBN 9788893540414.
- 2017. Ilf a Petrov "Světlá osobnost". (T8Rugram, 2017). ISBN 9785521053001.
- 2017. Ilf a Petrov "Silný pud". (T8Rugram, 2017). ISBN 9785521053032.
- 2017. Franz Kafka "Das Urteil und Die Verwandlung". (T8Rugram, 2017). ISBN 9785521053445.
- 2017. William Shakespeare "Othello". (T8Rugram, 2017). ISBN 9785521051410.
- 2017. Edgar Allan Poe "Eureka&The Unparalleled Adventure of One Hans Pfaall". (T8Rugram, 2017). ISBN 9785521058051.
- 2017. Joseph Conrad "A Set of Six". (T8Rugram, 2017). ISBN 9785521051595.
- 2017. Robert Louis Stevenson Louis "Strange Case of Dr. Jekyll and Mr. Hyde". (T8Rugram, 2017). ISBN 9785521051526.
- 2017. Arkadij Averčenko "Humor pro hlupáky". (T8Rugram, 2017). ISBN 9785521052806.
- 2017. Avraham Bar-Av "Marocký Puškin". (Hakibbutz Hameuchad, 2017).
- 2017. Otakar Hromádko "Jak se kalila voda". (Nakladatelství Epocha, 2017). ISBN 978-80-7557-092-5.
- 2017. Jolanta Darczewska, Piotr Żochowski "ACTIVE MEASURES. Russia’s key export". (OSW, 2017). ISBN 9788365827036.
- 2017. Antoine de Saint-Exupéry "Citadela". (Dedalus Kitap, 2017). ISBN 9786059203371.
- 2017. Sedat Bayraklı, Davut Bayraklı "Kniha kuriozit". (Gençokur, 2017). ISBN 978-605-159-386-9.
- 2017. Bülent Şenocak "Krvavá pomluva". (Dedalus Kitap, 2017). ISBN 9786053112440.
- 2017. Michail Bulgakov "Divadelní román". (Garamond, 2017). ISBN 978-80-7407-348-9.
- 2017. Antoine de Saint-Exupéry "Citadela". (Dedalus Kitap, 2017). ISBN 9786059203371.
- 2017. Nikolaj Gogol "Bláznovy zápisky". (Panama Yayıncılık, 2017). ISBN 9789752444522.
- 2017. Güray Süngü "Stručná historie zvláštních lidí". (Dedalus Kitap, 2017). ISBN 9786059203296.
- 2017. Andrej Filimonov "Pulec a svatí". (Ripol klassik, 2017). ISBN 9785386101886.
- 2017. Boryszewski Apoloniusz Aleksander "Człowiek Wyprostowany / Upright Man". (Sowello, 2017). ISBN 9788365783080.
- 2017. Zofia Mikuła "Nie goń mnie Alafufu / Don't chase me Alafufu". (Mamiko, 2017). ISBN 9788365795038.
- 2017. Conjunctions:68 "Inside Out: Architectures of Experience" (Bard College, 2017). ISBN 9780941964845.
- 2017. Bülent Şenocak "Krvavá pomluva". (Dedalus Kitap, 2017). ISBN 9786053112440.
- 2017. Irena Glotova "Клуджелогия / Kludgelogy". (Ridero, 2017). ISBN 9785448513992.
- 2017. S. An-sky "Pioneers The First Breach ". (Syracuse University Press, 2017). ISBN 9780815610847.
- 2017. Johann Wolfgang Goethe "Faust". (T8Rugram, 2017). ISBN 9785521057542.
- 2017. Dmitrij Sergejevič Merežkovskij "Říše Antikristova". (T8Rugram, 2017). ISBN 9785521052967.
- 2017. Tomasz Drabas, Denny Lee "Learning PySpark". (Acorn, 2017). ISBN 9791161750705.
- 2017. Julian Hillebrand, Maximilian H. Nierhof "Mastering RStudio". (Acorn, 2017). ISBN 9791161750699.
- 2017. Domenico Vecchioni "20 destini straordinari del XX secolo". (Greco e Greco, 2017). ISBN 9788879807500.
- 2017. 吕旺·奥吉安 "伦理学反教材". (南海出版公司, 2017). ISBN 9787544286695.
- 2017. Ben Pastor "Lumen". (Audible Studios, 2017). ASIN B07314BQRG.
- 2017. Ben Pastor "Kaputt Mundi". (Audible Studios, 2017). ASIN B072ZZHWKJ.
- 2017. Ben Pastor "Luna bugiarda". (Audible Studios, 2017). ASIN B072ZTS8GG.
- 2017. Ben Pastor "Il signore delle cento ossa". (Audible Studios, 2017). ASIN B0747SJ241.
- 2017. D.K.R. Boyd "The Reflecting Man #3". (Wonderdog Press, 2017). ISBN 9781987914016.
- 2017. Peter M Eronson "Bland skägg och släthyade". (Stevali, 2017). ISBN 9789185701858.
- 2016. Peter M Eronson "För att inte tala om döden". (Stevali, 2016). ISBN 9789185701445.
- 2016. Son Cengiz Aydın "Fakat İyi Aldandık". (Olimpos, 2017). ISBN 9786052063194.
- 2016. Henri Bergson "Etik ve Politika Dersleri". (Pinhan Yayıncılık, 2016). ISBN 9786055302740.
- 2016. Alistair Cole, Renaud Payre "Cities as Political Objects". (Edward Elgar Publishing, 2016). ISBN 9781784719890.
- 2016. Durali Yılmaz "Donuklar". (Yediveren Yayınları, 2016). ISBN 9786059780957.
- 2016. Megan Rohrer "Never Again". (Lulu.com, 2016). ISBN 9781329948075.
- 2016. Stefan Zweig "Frica. Scrisoare de la o necunoscută". (Polirom, 2016). ISBN 9789734621989.
- 2016. Anna Maria Sdraffa "L' Agamennone". (0111edizioni, 2016). ISBN 9788893700658.
- 2016. Gordon Bridger "The Message of Obadiah, Nahum and Zephaniah". (校園書房, 2016). ISBN 9789861985190.
- 2016. Gustave Flaubert "Bouvard und Pécuchet". (Kindle Edition, 2016). ISBN 9783944561486.
- 2016. Leopoldo Gasbarro "Un violino per papa Francesco". (Paoline Editoriale Libri, 2016). ISBN 8831547941, ISBN 9788831547949.
- 2016. Francis Scott Fitzgerald "The Curious Case of Benjamin Button". (CreateSpace, 2016). ISBN 9781537205311.
- 2016. Peter Cowlam "New King Palmers". (CentreHouse Press, 2016). ISBN 9781902086132.
- 2016. Manfred Steinbach "Neues vom Sender Eriwan". (Vopelius Jena, 2016). ISBN 9783939718963.
- 2016. Luigi Gussago "Picaresque Fiction Today". (Lam edition, 2016). ISBN 9789004311220.
- 2016. Elena Kasyan "Fragile". (Ahill, 2016). ISBN 9789663570310.
- 2016. Hu Xiong, Zhen Qin "Introduction to Certificateless Cryptography". (CRC Press, 2016). ISBN 9781482248609.
- 2016. David Hopkins "Dada and Surrealism". (Hindawi, 2016).
- 2016. Diana Catt, Brenda Robertson Stewart "Fine Art of Murder". (Blue River Press, 2016). ISBN 9781681570235.
- 2016. Gary Johns, Alan M. Saks "Organizational Behaviour". (Pearson Canada, 2016). ISBN 9780133951622.
- 2015. David Grossman "Un cal intra intr-un bar". (Polirom, 2015). ISBN 9789734655281.
- 2015. Sarah Porter "To Mooc or Not to Mooc". (Chandos Publishing, 2015). ISBN 9780081000489.
- 2015. Franz Kafka "Zámek". (Ast, 2015). ISBN 9785170876105.
- 2015. Toygar Barut "Madanayuyu". (Destek Yayinlari, 2015). ISBN 9786053110231.
- 2015. Victor Hugo "Sefiller / Bídníci ". (Panama Yayıncılık, 2015). ISBN 9786054401079.
- 2015. Maroussia Klimova "Pošlapané květy zla". (Ast, 2015). ISBN 9785170872640.
- 2015. Edvard Radzinskij "Zda existuje láska?" – ptají se hasiči. (Ast, 2014). ISBN 9785170945054.
- 2015. Jurij Bujda "The Prussian Bride". (Eksmo, 2015). ISBN 9785699768431.
- 2015. Jurij Bujda "Paní v žlutém". (Eksmo, 2015). ISBN 978-5-699-79239-9.
- 2015. Nina Sadur "Prapodivuhodná ženská". (Ast, 2015). ISBN 978-5-17-089384-3.
- 2015. Gustav Meyrink "Golem". (Eksmo, 2015). ISBN 978-5-699-77417-3.
- 2015. Marianna Gončarova "Etudy pro levou ruku". (Azbuka, 2015). ISBN 9785389109131.
- 2015. Marianna Goncharova "Falešný autobus a další veselé povídky". (Azbuka, 2015). ISBN 9785389096189.
- 2015. Spiro György "Malý člověk v roce 1956". (Dedalus Kitap, 2015). ISBN 9786054708604.
- 2015. Hakan Şenocak "Karanfilsiz". (Dedalus Kitap, 2015). ISBN 9786054708697.
- 2015. Robert Louis Stevenson "Klub sebevrahů". (Garamond, 2015). ISBN 9788074072307.
- 2015. Greenstone Lobo "What is Your True Zodiac Sign?". (Celestial Books, 2015). ISBN 9789381836729.
- 2015. Stephanie McKendry "Critical Thinking Skills for Healthcare". (Routledge, 2015). ISBN 9781138787520.
- 2015. Alberto Manguel "A Reading Diary". (Dar al Saqi, 2015). ISBN 9786144258231.
- 2015. Ömer Naci Soykan "Estetik ve Sanat Felsefesi". (Pinhan Yayıncılık, 2015). ISBN 9786055302566.
- 2015. Henri Bergson "Metafizik Dersleri". (Pinhan Yayıncılık, 2015). ISBN 9786055302504.
- 2015. Ioan Stanomir "Sfinxul rus". (Adenium, 2015). ISBN 9786067421378.
- 2015. Yusef Komunyakaa "Neon Vernacular". (Valparaíso Ediciones, 2015). ISBN 9788416560301.
- 2015. 오카다 다카시 "나는 왜 혼자가 편할까?". (동양북스, 2015). ISBN 9791157030651.
- 2015. D.K.R. Boyd "The Reflecting Man #2". (Wonderdog Press, 2015). ISBN 9780992017491.
- 2014. Christy Bower "Bible Surveyor Handbook". (CreateSpace, 2014). ISBN 9781495475818.
- 2014. Vivien Miller, James Campbell "Transnational Penal Cultures". (Routledge, 2014). ISBN 9780415741316.
- 2014. Blanka Grzegorczyk "Discourses of Postcolonialism in Contemporary British Children's Literature". (Routledge, 2014). ISBN 9781317962625.
- 2014. Paul J. Nahin "Holy Sci-Fi!". (Springer, 2014). ISBN 9781493906178.
- 2014. Serkan Türk "Bak Önümüzde Yeni Bir Mevsim". (Dedalus Kitap, 2014). ISBN 9786052235294.
- 2014. Emre Ergin "Čtvrté přání: zmizení". (Dedalus Kitap, 2014). ISBN 9786054708642.
- 2014. Güray Süngü "Za rohem jsem našel jednu nahradní lásku". (Dedalus Kitap, 2014). ISBN 9786054708772.
- 2014. Jiří Wilson Němec "Rychlebské povídky 2". (Komfi, 2014). ISBN 978-80-260-7170-9.
- 2014. Garry Gordon "Pozdě. Tma. Daleko." (Ast, 2014). ISBN 9785170882670.
- 2014. Ivan Zorin "Avatar klauna". (Ripol klassik, 2014). ISBN 978-5-386-07926-0.
- 2014. Marianna Gončarova "Kocour Skrjabin". (Azbuka, 2014). ISBN 978-5-389-07803-1.
- 2014. Andrej Ivanov "Bizar". (Ripol klassik, 2014). ISBN 978-5-386-07775-4.
- 2014. Leonid Filatov "Čubčí synové". (Ast, 2014). ISBN 978-5-17-085381-6.
- 2014. Edvard Radzinskij "Stojím před hospodou, na vdávání pozdě, na chcípnutí brzy". (Ast, 2014). ISBN 978-5-17-084762-4.
- 2014. Maroussia Klimova "Moje antidějiny ruské literatury". (Ast, 2014). ISBN 978-5-17-086589-5.
- 2014. Drago Jančar "Proroctví". (Dedalus, 2014). ISBN 605-4708-47-3, ISBN 978-605-4708-47-5.
- 2014. Jurij Bujda "Modrá krev". (Eksmo, 2014). ISBN 978-5-699-74710-8.
- 2014. Pedro Barrento "Marlene and Sofia". (CreateSpace Independent Publishing Platform, 2014). ISBN 1-5003-8309-0, ISBN 978-1-5003-8309-1.
- 2014. Marianna Gončarova "Klokan v saku a další veselé příběhy". (Azbuka, 2013). ISBN 5-389-07796-2, ISBN 978-5-389-07796-6.
- 2014. Jurij Bujda "Zpráva pro mou paní levou ruku". (Eksmo, 2014). ISBN 978-5-699-70799-7.
- 2014. Jurij Osipovič Dombrovskij "Strážce Starožitností". (Strada Fictiunii, 2014). ISBN 9789737248893.
- 2014. Roberto Arlt "Cei 7 nebuni". (Strada Fictiunii, 2014). ISBN 9789737244680.
- 2014. Andrew Nicoll "A fost odată ca niciodată/The good mayor". (Strada Fictiunii, 2014). ISBN 9789737247551.
- 2014. Matei Brunul "Lucian Dan Teodorovici". (Polirom, 2014). ISBN 9789734641802.
- 2014. Yohanan Petrovsky-Shtern "Sztetl". (Wydawnictwa Uniwersytetu Jagiellońskiego, 2014). ISBN 9788323337812.
- 2014. Luigi Pirandello "Mondo di carta e altre novelle". (Faligi Editore, 2014). ISBN 9788857426266.
- 2014. Johann Wolfgang Goethe "La vocazione teatrale di Wilhelm Meister". (Faligi Editore, 2014). ISBN 9788857421018.
- 2014. Fjodor Dostojevskij "Povera Gente". (Faligi Editore, 2014). ISBN 9788857425030.
- 2014. Jules Renard "Storie naturali 1". (Faligi Editore, 2014). ISBN 9788857421421.
- 2014. Jules Renard "Storie naturali 2". (Faligi Editore, 2014). ISBN 9788857421353.
- 2014. Ioan Slavici "Fiabe". (Faligi Editore, 2014). ISBN 9788857422404.
- 2014. Luigi Pirandello "Il buon cuore e altre novelle". (Faligi Editore, 2014). ISBN 9788857426235.
- 2014. Alexandros Papadiamantis "Jito Jabbo". (Faligi Editore, 2014). ISBN 9788857423197.
- 2014. Franz Grillparzer "Il Povero musicante". (Faligi Editore, 2014). ISBN 9788857425276.
- 2014. Franz Grillparzer "Il convento di Sendomir". (Faligi Editore, 2014). ISBN 9788857425269.
- 2014. Charles Dickens "Il Lampinario". (Faligi Editore, 2014). ISBN 9788857425139.
- 2014. Jose Azorin "Le confessioni di un piccolo filosofo". (Faligi Editore, 2014). ISBN 9788857424255.
- 2014. Luigi Pirandello "In silenzio". (Faligi Editore, 2014). ISBN 9788857426259.
- 2014. Charles Dickens "Le Campane". (Faligi Editore, 2014). ISBN 9788857420981.
- 2014. Jack London "Il vagabondo delle stelle". (Faligi Editore, 2014). ISBN 9788857422848.
- 2014. Katherine Mansfield "In una pensione tedesca". (Faligi Editore, 2014). ISBN 9788857423098.
- 2014. Maria-Anna Brucker "Klezmer". (Schell Music, 2014). ISBN 9783864110863.
- 2014. Emilia Pardo Bazan "La Tribuna". (Faligi Editore, 2014). ISBN 9788857420974.
- 2013. José Martí "Amicizia funesta". (Faligi Editore, 2013). ISBN 9788857419411.
- 2013. Michail Bulgakov "La guardia bianca". (Faligi Editore, 2013). ISBN 9788857419367.
- 2013. Oscar Wilde "Il ritratto di Mr. W.H.". (Faligi Editore, 2013). ISBN 9788857419268.
- 2013. Arya Yudistira Syuman "Metafora dalam Cinta". (PT Gramedia Pustaka Utam, 2013). ISBN 9789792297669.
- 2013. Gotthold Ephraim Lessing "Favole e racconti". (Faligi Editore, 2013). ISBN 9788857419459.
- 2013. Fjodor Michajlovič Dostojevskij Zločin a trest. (Panama Yayıncılık, 2013). ISBN 9786054401963.
- 2013. Leo Rosten "Jidiš pro radost". (Leda, 2013). ISBN 978-80-7335-333-9.
- 2013. Jurij Bujda "Jed a med". (Eksmo, 2013). ISBN 978-5-699-69562-1.
- 2013. Vsevolod Benigsen "Frolovová čakra". (Eksmo, 2013). ISBN 978-5-699-66503-7.
- 2013. Jurij Bujda "Ermo". (Eksmo, 2013). ISBN 978-5-699-68167-9.
- 2013. Jurij Bujda "Lvi a lilie". (Eksmo, 2013). ISBN 978-5-699-66011-7.
- 2013. Elena Kasjan "Odesláno tečka". (Ahill, 2013). ISBN 978-966-357-021-1.
- 2013. Jurij Bujda "Žungli". (Eksmo, 2013). ISBN 978-5-699-64700-2.
- 2013. Orhan Tez "Söyleş Benimle Dedi Güzel Türkçem". (Cinius, 2013). ISBN 978-605-127-678-6.
- 2013. Jean-François Beauchemin "Den vran". (Québec Amérique, 2013). ISBN 978-2-7644-2252-6.
- 2013. Ron Miller "Radikální teorie Koperníka, Keplera, Galilea a Newtona". (Twenty-First Century Books, 2013). ISBN 978-0-7613-5885-5.
- 2013. Jurij Bujda "Don Domino". (Eksmo, 2013). ISBN 978-5-699-64459-9.
- 2013. Marianna Gončarova "Čtvrté zvonění". (Azbuka, 2013). ISBN 978-5-389-05713-5.[27]
- 2013. Angela Shteyngart "Nezvykej si na lásku". (M.Graphics, 2013). ISBN 978-1-934881-96-5.
- 2013. Jurij Bujda "Lupič, špion a vrah". (Eksmo, 2013). ISBN 978-5-699-62607-6.
- 2013. Rabbi Nachman`s Haggadah. (Miskal-Yedioth Ahronoth Books and Chemed Books, 2013). ISBN 978-965-545-656-1.
- 2013. Mistr Eugene "Procvičování anglického poslechu". (Person, 2013). ISBN 978-89-6049-337-7.
- 2012. M. Lavrentjev "Zjevy zemí". (Literaturnaja Rossija, 2012). ISBN 978-5-7809-0159-4.
- 2013. Aluísio Azevedo "O Homem". (Martin Claret, 2013). ISBN 9788572329927.
- 2013. Vilma de Sousa "Língua e Literatura em Foco 1.". (Positivo, 2013). ISBN 9788538567967.
- 2013. Vilma de Sousa "Língua e Literatura em Foco 2". (Positivo, 2013). ISBN 9788538567981.
- 2013. Vilma de Sousa "Língua e Literatura em Foco 3". (Positivo, 2013). ISBN 9788538568001.
- 2013. D.K.R. Boyd "The Reflecting Man #1". (Wonderdog Press, 2013). ISBN 9780992017477.
- 2012. P. G. Wodehouse "Немного чьих-то чувств". (Аст, 2012). ISBN 9785271389665.
- 2012. M. Zattoni, G. Gillini "I racconti meravigliosi della Bibbia". (Effatà, 2012). ISBN 9788874026739.
- 2012. Aluísio Azevedo "Brlohy". (Martin Claret, 2012). ISBN 8572323600.
- 2012. P. G. Wodehouse "The Clicking of Cuthber. The Heart of a Goof. Lord Emsworth and Others". (Astrel, 2012). ISBN 978-5-271-41675-0.
- 2012. P. G. Wodehouse "Something Fresh. Summer Lightning. Heavy Weather. Uncle Fred in the Springtime". (Astrel, 2012). ISBN 978-5-271-41674-3.
- 2012. P. G. Wodehouse "Young Men in Spats, eggs, Beans and Crumpets, A Few Quick Ones, Plum Pie". (Astrel, 2012). ISBN 978-5-271-38966-5.
- 2012. P. G. Wodehouse "Full Moon. Uncle Dynamite. Pics Have Wings. Coctail Time. Blandings Castle". (Astrel, 2012). ISBN 978-5-271-38967-2.
- 2012. P. G. Wodehouse "The Small Bachelor. Hot Water. Barmy in Wonderland". (Astrel, 2012). ISBN 978-5-271-43303-0.
- 2012. John Oldale "Doktor Oldales geographisches Lexikon". (Rororo, 2012). ISBN 3-499-62954-2, ISBN 978-3-499-62954-9.
- 2012. Jurij Osipovič Dombrovskij "Fakulta Zbytečných Věcí". (Strada Fictiunii, 2012). ISBN 978-973-724-446-8.
- 2012. Jurij Osipovič Dombrovskij "Opice si přišla pro svou lebku". (Strada Fictiunii, 2012). ISBN 978-973-724-447-5.
- 2012. Débora Cristina Santos e Silva, Goiandira Ortiz de Camargo "Podívejte se, báseň". (Cânone Editorial, 2012). ISBN 978-85-8058-010-5.
- 2012. Jean-Philippe Calvin "Kleztet". (Emerson Edition, 2012). ISMN M570407620.
- 2012. Tudor Călin Zarojanu "Mass Media Insider". (Editura Polirom, 2012). ISBN 978-973-46-2592-5.
- 2012. Stratis Tsirkas "Jeruzalém". (Can Yayınları, 2012). ISBN 978-975-07-1425-2.
- 2012. Daniel Lifschitz "Rabíni, podvodníci a žebráci". (Promic wydawnictwo Księży Marianów, 2012). ISBN 978-83-7502-350-3.
- 2012. Daniel Lifschitz "Smích po židovsku od A do Z". (Promic wydawnictwo Księży Marianów, 2012). ISBN 978-83-7502-351-0.
- 2012. Hayden Thorne "Oblačné Iluze". (JMS Books LLC, 2012). ISBN 978-1-61152-289-1.
- 2012. Diane-Gabrielle Tremblay "Oblačné Iluze". (Presses de l'Université du Québec, 2012). ISBN 978-2-7605-3482-7.
- 2012. John Fletcher, Ben Jonson "English Comedy Plays of the Seventeenth and Eighteenth Century". (Kindle Edition, 2012). ASIN B008PGQ172.
- 2012. P. G. Wodehouse "The Little Nugget: Piccadilly Jim: Money for Nothing". (Astrel, 2012). ISBN 978-5-271-43304-7.
- 2012. Thomas W. Collier "History of Jazz Online Course". (Kendall Hunt Publishing Company, 2012). ISBN 9781465208224.
- 2012. Sergio de Regules "La mamá de Kepler". (B DE BOOKS, 2012). ISBN 9786074803440.
- 2011. Léo Dex, M. Dibos "Viaggio e avventure di un aerostato attraverso il Madagascar insorto". (Faligi Editore, 2011). ISBN 9788857416045.
- 2011. Brian M. Stableford "The Quintessence of August". (Borgo Press, 2011). ISBN 9781434412225.
- 2011. Joel Chandler Harris "Il piccolo Sig.Dito De Ditale e il suo stravagante paese". (Faligi Editore, 2011). ISBN 9788857419572.
- 2011. Elettra Groppo "Al di là del fiume". (Faligi Editore, 2011). ISBN 9788857417448.
- 2011. Cyrus Townsend Brady "Un piccolo libro per il Natale". (Faligi Editore, 2011). ISBN 9788857416298.
- 2011. "Evropská integrace". Pod redakcí Olgy Butoriné. (Delovaja literatura, 2011). ISBN 978-5-93211-049-2.
- 2011. P. G. Wodehouse "Meet Mr. Mulliner. Mr. Mulliner Speaking. Mulliner Nights". (Astrel, 2011). ISBN 978-5-17-073356-9, ISBN 978-5-271-35894-4.
- 2011. Mohammed Hasan Alwan "Bobr". (Dar Al Saqi, 2011). ISBN 978-1-85516-836-7.
- 2011. David Allen "Rafinovaný alkoholik". (John Hunt Publishing, 2011). ISBN 978-1-84694-522-9.
- 2011. Adin Steinsaltz "Šest příběhů Rabína Nachmana z Braclavi". (Devir, 2011). ISBN 978-965-517-967-5, ISBN 965-517-967-2.
- 2011. P. G. Wodehouse "Ukride and other story". (AST, 2011). ISBN 978-5-17-057545-9.
- 2011. Zdeněk Karel Slabý "Strašidelné pohádky". (Portál, 2011). ISBN 978-80-7367-978-1.[28]
- 2011. Cori Pursell "Noční pouť". (Lulu, 2011). ISBN 978-1-105-02297-5.
- 2011. Lev Tolstoj "Čím jsou lidé živi". (Panama Yayıncılık, 2011). ISBN 9786054401192.
- 2011. Izumi Utamaro "Jednou jsem umřel". (Yedam, 2011). ISBN 978-89-5913-649-0.
- 2011. James Joyce "Portrét mladého umělce". (Feel the book, 2011).
- 2011. Igor Guberman "Všechny gariky". (Zacharov, 2011). ISBN 978-5-904577-11-7.
- 2010. Arthur Phillips "Praha". (Modern Times S.A., 2010). ISBN 978-960-691-666-3.
- 2010. Huseyin Tunc "Biz Aslinda Neyiz". (Nesil, 2010). ISBN 9752698077.
- 2010. Vladimir Dobrushkin "Matematika sociálních voleb a financí". (Kendall Hunt, 2010). ISBN 978-0-7575-7800-7.
- 2010. Sendecka Zyta, Szedzianis Elzbieta "Přijímací zkoušky na VŠ. Série učebnic Vademecum". (Operon, 2010). ISBN 978-8376801964, ISBN 978-8376801957, ISBN 978-83-7680-192-6, ISBN 978-83-7680-198-8.
- 2010. Randall Garrett "Vykrádači zlaté říše". (Wildside Press, 2010). ISBN 1-4344-1005-6, ISBN 978-1-4344-1005-4.
- 2010. Ed Galing "Vozíky a Stánkaři". (Poetica, 2010). 120 s.
- 2010. Básnická sbírka "Bookland 2010". (MyBook, 2010). ISBN 978-88-96096-63-5.
- 2010. DC Erickson "No One Laughs at a Dead Clown". (CreateSpace Independent Publishing Platform, 2010). ISBN 978-1-4505-5619-4, ISBN 1-4505-5619-1.
- 2010. W. Somerset Maugham "The Hero". (WLC, 2010). ISBN 1-55742-057-2.
- 2010. Série knih P. G. Wodehouse. (Astrel, 2010).
- 2010. Básnická sbírka "Poetica Magazine". (Poetica, 2010). ISSN 1541-1923.
- 2010. L. a J. Lukinový "Než skončí čas". (Printerradizajn, 2010). ISBN 978-5-98424-119-9.
- 2010. Eleny Kasjan "Poste restante". (Ahill, 2010).
- 2010. Giorgio Borra "La stanza del tenente". (0111edizioni, 2010). ISBN 9788863072853.
- 2009. Horatio Alger "Struggling Upward". (Wildside Press, 2009). ISBN 9781434458490.
- 2009. Dorothy Leigh Sayersová "Vražda žádá metodu". (Wildside Press, 2009). ISBN 1-4344-0403-X, ISBN 978-1-4344-0403-9.
- 2009. Agatha Christie "Einzige ungekürzte lesung". (Hörbuchproduktionen, 2009). ISBN 978-3-89614-402-7.
- 2009. Jiří Kratochvil "Nesmrtelný příběh". (Mozaik knjiga, 2009). ISBN 978-953-14-0477-8.
- 2009. Gotthold Ephraim Lessing "Nathan the Wise: A Dramatic Play in Five Acts". (Classic Drama Book Company, 2009). ISBN 978-1-55742-765-6, ISBN 1-55742-765-8.
- 2009. Rabbi Dov Peretz Elkins "Jewish Guided Imagery". (A.R.E. Press, 2009). ISBN 978-0-86705-201-5.
- 2008. Jevgenija Ginzburgová "Strmá cesta". (Ast, Astrel, 2008). ISBN 9785170468157, ISBN 9785271180736.
- 2008. Elisabeth Kubler-Ross "Kolo života". (BM Books, Golden Owl, 2009). ISBN 978-89-6030-166-5.
- 2007. Daniele D'Alberto "Písálkovy myšlenky". (Caravaggio Editore, 2007). ISBN 978-88-95437-06-4.
- 2004. Detská kniha "Murbi ja Paliina". (Hea Algus, 2004). ISBN 978-9949-13-956-9.
- 2000. Omalovánka. (Pierot, 2000).

## Ocenění
- 2007. Vítěz soutěže 2nd Annual International String Art Competition. USA.[29]
- 2006. Vítěz soutěže 1st Annual International String Art Competition. USA.[30]
- 2001. Vítěz soutěže. Belgian publishing house "Wallonie-Bruxelles". Praha, Česko.[31][32]